# Fed Cup 2010 Zona Asia/Oceania
La Zona Asia/Oceania (Asia/Oceania Zone) è una delle 3 divisioni zonali nell'ambito della Fed Cup 2010. Essa è a sua volta suddivisa in due gruppi (Group I, Group II) formati rispettivamente da 8 e 7 squadre, inserite in tali gruppi in base ai risultati ottenuti l'anno precedente.
Nel Gruppo I si lotta per la promozione al Gruppo Mondiale II e per evitare la retrocessione al Gruppo II della zona Asia/Oceania, mentre nel Gruppo II si lotta per la promozione nel Gruppo I. Nel Gruppo II non sono infatti previste retrocessioni, essendo tale raggruppamento l'ultimo nella gerarchia.

## Gruppo I
- Sede: National Tennis Centre, Kuala Lumpur, Malaysia (cemento outdoor - synpave)
- Periodo: 3-6 febbraio
- Formula: due gironi (Pool) da quattro squadre ciascuno, in cui ciascuna squadra affronta le altre tre incluse nel proprio Pool. Successivamente la prima in classifica del Pool A affronta la prima del Pool B per l'ammissione agli spareggi del Gruppo Mondiale II. Le due ultime si affrontano invece per evitare la retrocessione al Gruppo II della Zona Asia/Oceania. Le altre si affrontano per stabilire i posti dal 3º al 6º, meramente per le statistiche.

|   | Pool A (dettagli)   | Giappone (bandiera) | Corea del Sud (bandiera) | Nuova Zelanda (bandiera) | Indonesia (bandiera) |   |                     | Pool B (dettagli) | Taipei cinese (bandiera) | Kazakistan (bandiera) | Thailandia (bandiera) | Uzbekistan (bandiera) |
| 1 | Giappone (3-0)      |                     | 3-0                      | 3-0                      | 3-0                  | 1 | Taipei cinese (3-0) |                   | 2-1                      | 2-1                   | 2-1                   |                       |
| 2 | Corea del Sud (2-1) | 0-3                 |                          | 2-1                      | 2-1                  | 2 | Kazakistan (2-1)    | 1-2               |                          | 2-1                   | 2-1                   |                       |
| 3 | Nuova Zelanda (1-2) | 0-3                 | 1-2                      |                          | 3-0                  | 3 | Thailandia (1-2)    | 1-2               | 1-2                      |                       | 3-0                   |                       |
| 4 | Indonesia (0-3)     | 0-3                 | 1-2                      | 0-3                      |                      | 4 | Uzbekistan (0-3)    | 1-2               | 1-2                      | 0-3                   |                       |                       |

### Playoff promozione
| Taipei cinese 1 | National Tennis Centre, Kuala Lumpur, Malaysia 6 febbraio 2010 cemento outdoor | National Tennis Centre, Kuala Lumpur, Malaysia 6 febbraio 2010 cemento outdoor | Giappone 2 |     |   |  |
| \| \| \| \| 1 \| 2 \| 3 \| \| \| - \| \| ------------------------------------------------------------ \| ---- \| --- \| - \| \| \| 1 \| \| Kai-Chen Chang Ayumi Morita \| 7 62 \| 6 4 \| \| \| \| 2 \| \| Yung-Jan Chan Kimiko Date-Krumm \| 5 7 \| 5 7 \| \| \| \| 3 \| \| Chia-Jung Chuang / Hsieh Su-wei Rika Fujiwara / Ayumi Morita \| 3 6 \| 3 6 \| \| \| |                                                                                |                                                                                |            |     |   |  |
| |                                                                                |                                                                                | 1          | 2   | 3 |  |
| 1 | Taipei cinese (bandiera) · Giappone (bandiera)                                 | Kai-Chen Chang Ayumi Morita                                                    | 7 62       | 6 4 |   |  |
| 2 | Taipei cinese (bandiera) · Giappone (bandiera)                                 | Yung-Jan Chan Kimiko Date-Krumm                                                | 5 7        | 5 7 |   |  |
| 3 | Taipei cinese (bandiera) · Giappone (bandiera)                                 | Chia-Jung Chuang / Hsieh Su-wei Rika Fujiwara / Ayumi Morita                   | 3 6        | 3 6 |   |  |

- Giappone ammesso agli spareggi del Gruppo Mondiale II.

### 3º-4º posto
| Kazakistan 2 | National Tennis Centre, Kuala Lumpur, Malaysia 6 febbraio 2010 cemento outdoor | National Tennis Centre, Kuala Lumpur, Malaysia 6 febbraio 2010 cemento outdoor | Corea del Sud 1 |     |     |  |
| \| \| \| \| 1 \| 2 \| 3 \| \| \| - \| \| -------------------------------------------------------- \| --- \| --- \| --- \| \| \| 1 \| \| Galina Voskoboeva Min-Hwa Yu \| 6 2 \| 6 2 \| \| \| \| 2 \| \| Jaroslava Švedova Na-Ri Kim \| 6 3 \| 6 3 \| \| \| \| 3 \| \| Zarina Dijas / Sesil Karatančeva So-Jung Kim / Jin-A Lee \| 6 1 \| 1 6 \| 5 7 \| \| |                                                                                |                                                                                |                 |     |     |  |
| |                                                                                |                                                                                | 1               | 2   | 3   |  |
| 1 | Kazakistan (bandiera) · Corea del Sud (bandiera)                               | Galina Voskoboeva Min-Hwa Yu                                                   | 6 2             | 6 2 |     |  |
| 2 | Kazakistan (bandiera) · Corea del Sud (bandiera)                               | Jaroslava Švedova Na-Ri Kim                                                    | 6 3             | 6 3 |     |  |
| 3 | Kazakistan (bandiera) · Corea del Sud (bandiera)                               | Zarina Dijas / Sesil Karatančeva So-Jung Kim / Jin-A Lee                       | 6 1             | 1 6 | 5 7 |  |

### 5º-6º posto
| Thailandia 1 | National Tennis Centre, Kuala Lumpur, Malaysia 6 febbraio 2010 cemento outdoor | National Tennis Centre, Kuala Lumpur, Malaysia 6 febbraio 2010 cemento outdoor | Nuova Zelanda 2 |     |   |        |
| \| \| \| \| 1 \| 2 \| 3 \| \| \| - \| \| -------------------------------------------------------------------- \| --- \| --- \| - \| ------ \| \| 1 \| \| Nudnida Luangnam Ellen Barry \| 4 6 \| 4 6 \| \| \| \| 2 \| \| Suchanun Viratprasert Sacha Jones \| 4 6 \| 3 6 \| \| \| \| 3 \| \| Nudnida Luangnam / Varatchaya Wongteanchai Ellen Barry / Sacha Jones \| 2 0 \| \| \| ritiro \| |                                                                                |                                                                                |                 |     |   |        |
| |                                                                                |                                                                                | 1               | 2   | 3 |        |
| 1 | Thailandia (bandiera) · Nuova Zelanda (bandiera)                               | Nudnida Luangnam Ellen Barry                                                   | 4 6             | 4 6 |   |        |
| 2 | Thailandia (bandiera) · Nuova Zelanda (bandiera)                               | Suchanun Viratprasert Sacha Jones                                              | 4 6             | 3 6 |   |        |
| 3 | Thailandia (bandiera) · Nuova Zelanda (bandiera)                               | Nudnida Luangnam / Varatchaya Wongteanchai Ellen Barry / Sacha Jones           | 2 0             |     |   | ritiro |

### Playoff retrocessione
| Uzbekistan 3 | National Tennis Centre, Kuala Lumpur, Malaysia 6 febbraio 2010 cemento outdoor | National Tennis Centre, Kuala Lumpur, Malaysia 6 febbraio 2010 cemento outdoor | Indonesia 0 |     |   |        |
| \| \| \| \| 1 \| 2 \| 3 \| \| \| - \| \| --------------------------------------------------------------------- \| --- \| --- \| - \| ------ \| \| 1 \| \| Nigina Abduraimova Lavinia Tananta \| 6 3 \| 6 1 \| \| \| \| 2 \| \| Akgul Amanmuradova Ayu-Fani Damayanti \| 5 0 \| \| \| ritiro \| \| 3 \| \| Akgul Amanmuradova / Albina Khabibulina Sandy Gumulya / Jessy Rompies \| 6 4 \| 7 5 \| \| \| |                                                                                |                                                                                |             |     |   |        |
| |                                                                                |                                                                                | 1           | 2   | 3 |        |
| 1 | Uzbekistan (bandiera) · Indonesia (bandiera)                                   | Nigina Abduraimova Lavinia Tananta                                             | 6 3         | 6 1 |   |        |
| 2 | Uzbekistan (bandiera) · Indonesia (bandiera)                                   | Akgul Amanmuradova Ayu-Fani Damayanti                                          | 5 0         |     |   | ritiro |
| 3 | Uzbekistan (bandiera) · Indonesia (bandiera)                                   | Akgul Amanmuradova / Albina Khabibulina Sandy Gumulya / Jessy Rompies          | 6 4         | 7 5 |   |        |

- Indonesia retrocessa al Gruppo II nel 2011.

## Gruppo II
- Sede: National Tennis Centre, Kuala Lumpur, Malaysia (cemento outdoor - synpave)
- Periodo: 3-6 febbraio
- Formula: due gironi (Pool) rispettivamente da 3 e 4 squadre, in cui ciascuna squadra affronta le altre incluse nel proprio girone. Successivamente la prima del Pool A affronta la prima del Pool B per la promozione al Gruppo I. Le due seconde si affrontano per il 3º e 4º posto, così come le due terze per stabilire il 5º e 6º posto. La quarta del Pool B è matematicamente 7ª. Tali posizioni servono però soltanto per le statistiche.

|   | Pool A (dettagli) | India (bandiera) | Malaysia (bandiera) | Singapore (bandiera) |
| 1 | India (2-0)       |                  | 3-0                 | 3-0                  |
| 2 | Malaysia (1-1)    | 0-3              |                     | 2-1                  |
| 3 | Singapore (0-2)   | 0-3              | 1-2                 |                      |

|   | Pool B (dettagli)  | Kirghizistan (bandiera) | Hong Kong (bandiera) | Filippine (bandiera) | Siria (bandiera) |
| 1 | Kirghizistan (3-0) |                         | 2-1                  | 3-0                  | 3-0              |
| 2 | Hong Kong (2-1)    | 1-2                     |                      | 3-0                  | 3-0              |
| 3 | Filippine (1-2)    | 0-3                     | 0-3                  |                      | 3-0              |
| 4 | Siria (0-3)        | 0-3                     | 0-3                  | 0-3                  |                  |

### Playoff promozione
| Kirghizistan 0 | National Tennis Centre, Kuala Lumpur, Malaysia 6 febbraio 2010 cemento outdoor | National Tennis Centre, Kuala Lumpur, Malaysia 6 febbraio 2010 cemento outdoor | India 3 |     |     |  |
| \| \| \| \| 1 \| 2 \| 3 \| \| \| - \| \| ------------------------------------------------------------------------- \| --- \| --- \| --- \| \| \| 1 \| \| Bermet Duvanaeva Rushmi Chakravarthi \| 4 6 \| 6 1 \| 3 6 \| \| \| 2 \| \| Ksenia Palkina Sania Mirza \| 0 6 \| 2 6 \| \| \| \| 3 \| \| Nelli Buyuklianova / Bermet Duvanaeva Sanaa Bhambri / Rushmi Chakravarthi \| 0 6 \| 0 1 \| \| \| |                                                                                |                                                                                |         |     |     |  |
| |                                                                                |                                                                                | 1       | 2   | 3   |  |
| 1 | Kirghizistan (bandiera) · India (bandiera)                                     | Bermet Duvanaeva Rushmi Chakravarthi                                           | 4 6     | 6 1 | 3 6 |  |
| 2 | Kirghizistan (bandiera) · India (bandiera)                                     | Ksenia Palkina Sania Mirza                                                     | 0 6     | 2 6 |     |  |
| 3 | Kirghizistan (bandiera) · India (bandiera)                                     | Nelli Buyuklianova / Bermet Duvanaeva Sanaa Bhambri / Rushmi Chakravarthi      | 0 6     | 0 1 |     |  |

- India promossa al Gruppo I nel 2011.

### 3º-4º posto
| Malaysia 1 | National Tennis Centre, Kuala Lumpur, Malaysia 6 febbraio 2010 cemento outdoor | National Tennis Centre, Kuala Lumpur, Malaysia 6 febbraio 2010 cemento outdoor | Hong Kong 2 |     |   |  |
| \| \| \| \| 1 \| 2 \| 3 \| \| \| - \| \| ----------------------------------------------------------- \| --- \| --- \| - \| \| \| 1 \| \| Neesha Thirumalaichelvam Lam Po-kuen \| 0 6 \| 1 6 \| \| \| \| 2 \| \| Jawairiah Noordin Ling Zhang \| 1 6 \| 1 6 \| \| \| \| 3 \| \| Chin-Bee Khoo / Jawairiah Noordin Ho-Ching Wu / Zi-Jun Yang \| 6 1 \| 6 3 \| \| \| |                                                                                |                                                                                |             |     |   |  |
| |                                                                                |                                                                                | 1           | 2   | 3 |  |
| 1 | Malaysia (bandiera) · Hong Kong (bandiera)                                     | Neesha Thirumalaichelvam Lam Po-kuen                                           | 0 6         | 1 6 |   |  |
| 2 | Malaysia (bandiera) · Hong Kong (bandiera)                                     | Jawairiah Noordin Ling Zhang                                                   | 1 6         | 1 6 |   |  |
| 3 | Malaysia (bandiera) · Hong Kong (bandiera)                                     | Chin-Bee Khoo / Jawairiah Noordin Ho-Ching Wu / Zi-Jun Yang                    | 6 1         | 6 3 |   |  |

### 5º-6º posto
| Filippine 1 | National Tennis Centre, Kuala Lumpur, Malaysia 6 febbraio 2010 cemento outdoor | National Tennis Centre, Kuala Lumpur, Malaysia 6 febbraio 2010 cemento outdoor | Singapore 2 |     |     |  |
| \| \| \| \| 1 \| 2 \| 3 \| \| \| - \| \| ----------------------------------------------------------------- \| --- \| --- \| --- \| \| \| 1 \| \| Michelle Pang Khee Yen Wee \| 6 2 \| 6 4 \| \| \| \| 2 \| \| Anna Christine Patrimonio Li-Yun Tan \| 6 2 \| 3 6 \| 2 6 \| \| \| 3 \| \| Anna Christine Patrimonio / Marinel Rudas Clare Fong / Li-Yun Tan \| 4 6 \| 5 7 \| \| \| |                                                                                |                                                                                |             |     |     |  |
| |                                                                                |                                                                                | 1           | 2   | 3   |  |
| 1 | Filippine (bandiera) · Singapore (bandiera)                                    | Michelle Pang Khee Yen Wee                                                     | 6 2         | 6 4 |     |  |
| 2 | Filippine (bandiera) · Singapore (bandiera)                                    | Anna Christine Patrimonio Li-Yun Tan                                           | 6 2         | 3 6 | 2 6 |  |
| 3 | Filippine (bandiera) · Singapore (bandiera)                                    | Anna Christine Patrimonio / Marinel Rudas Clare Fong / Li-Yun Tan              | 4 6         | 5 7 |     |  |